# Lui è peggio di me
Lui è peggio di me è un film italiano del 1985 diretto da Enrico Oldoini.

## Trama
Luciano e Leonardo sono due amici, eccentrici proprietari di un garage di auto d'epoca, coinquilini e compagni di avventure erotiche. Il loro ménage quotidiano e la loro amicizia vengono messi in discussione quando la macchina preferita di Leonardo, una Rolls-Royce Silver Wraith, viene affittata per il matrimonio di una bellissima ragazza di Dovera Giovanna, figlia del commendator Marco Franzoni.
Leonardo porta personalmente l'auto a casa di Giovanna. Fra la ragazza e Leonardo scatta il classico colpo di fulmine e le nozze programmate vanno a monte. Luciano però non prende bene la cosa. Inizia così un intenso lavoro di sabotaggio: prima manda a monte una cena romantica tra i due, poi dà informazioni diffamatorie a Giovanna sul conto di Leonardo, finché Giovanna smette di rispondere al telefono, infine mette in guardia Leonardo sui problemi del matrimonio. Leonardo, però, va da Giovanna, i due si baciano e in seguito si sposano. Una volta a casa dei due amici per la prima notte di nozze, Leonardo, di sera, fa andare via Luciano.
Luciano, rimasto senza un tetto, va al garage per passare la notte. Lì, ha la tentazione di vendicarsi sulla Rolls di Leonardo, ma all'ultimo momento ci ripensa e salva l'auto e il salone da un incendio da lui appiccato per errore. Leonardo e Giovanna vengono avvisati dal medico che Luciano è in ospedale in gravi condizioni a causa delle ustioni. Qui arrivano, e trovano Luciano in fin di vita. Leonardo, che ha fatto uno scherzo simile all'amico in passato, fa finta di non credere a quella che per lui è una messa in scena. Uscito dall'ospedale, seduto in macchina con Giovanna, non trattiene più le lacrime dimostrando il dolore per l'imminente perdita del caro amico, quando all'improvviso, dal sedile posteriore, spunta Luciano vivo e vegeto. Leonardo e Giovanna si mettono a ridere.

## Produzione

### Luoghi delle riprese
La concessionaria di auto d'epoca di cui i due sono titolari era in via Giorgio Pallavicino 31 a Milano.
Gran parte del film è girato a Lodi, e in parte a Milano. Al Parco di Monza sono state girate le scene in campagna e del ranch della famiglia di Giovanna.

## Musiche
Parte delle musiche utilizzate all'interno del film, vengono riprese nel film Il lupo di mare di Maurizio Lucidi.

## Cast

### Cameo
Nella scena in cui i due protagonisti discutono dopo lo scherzo di Luciano a Leonardo nel ristorante, c'è un cameo di Vittorio Cecchi Gori nella parte di un passante sorpreso dal buffo modo di litigare dei due.

## Distribuzione
La pellicola è stata distribuita nelle sale cinematografiche italiane il 22 febbraio 1985.

## Incassi
Il film risultò 8º campione d'incassi nella stagione cinematografica italiana 1984-85.